# Bundesliga (tenis de mesa)
La Bundesliga (DTTL) es la competición profesional más importante de Alemania en tenis de mesa a nivel de clubes.

## Equipos que resultaron campeones
| Año  | Masculino                 | Femenino                  |
| ---- | ------------------------- | ------------------------- |
| 2021 | Borussia Düsseldorf       | ttc berlin eastside       |
| 2020 | 1. FC Saarbrücken         | ttc berlin eastside       |
| 2019 | TTF Liebherr Ochsenhausen | ttc berlin eastside       |
| 2018 | Borussia Düsseldorf       | SV DJK Kolvermoor         |
| 2017 | Borussia Düsseldorf       | ttc berlin eastside       |
| 2016 | Borussia Düsseldorf       | ttc berlin eastside       |
| 2015 | Borussia Düsseldorf       | ttc berlin eastside       |
| 2014 | Borussia Düsseldorf       | ttc berlin eastside       |
| 2013 | SV Werder Bremen          | FSV Kroppach              |
| 2012 | Borussia Düsseldorf       | FSV Kroppach              |
| 2011 | Borussia Düsseldorf       | FSV Kroppach              |
| 2010 | Borussia Düsseldorf       | FSV Kroppach              |
| 2009 | Borussia Düsseldorf       | FSV Kroppach              |
| 2008 | Borussia Düsseldorf       | FSV Kroppach              |
| 2007 | TTC Frickenhausen         | TTC Langweid              |
| 2006 | TTC Frickenhausen         | Müllermilch Langweid      |
| 2005 | Müller Würzburger Hofbräu | TV Busenbach              |
| 2004 | TTF Ochsenhausen          | Müllermilch Langweid      |
| 2003 | Borussia Düsseldorf       | FC Langweid               |
| 2002 | TTC Zugbrücke Grenzau     | FSV Kroppach              |
| 2001 | TTC Zugbrücke Grenzau     | FC Langweid               |
| 2000 | TTF Ochsenhausen          | FC Langweid               |
| 1999 | TTC Zugbrücke Grenzau     | FC Langweid               |
| 1998 | Borussia Düsseldorf       | Team Galaxis Lübeck       |
| 1997 | TTF Ochsenhausen          | Team Galaxis Lübeck       |
| 1996 | Borussia Düsseldorf       | FC Langweid               |
| 1995 | Borussia Düsseldorf       | TSG Dülmen                |
| 1994 | TTC Zugbrücke Grenzau     | Spvg Steinhagen           |
| 1993 | Borussia Düsseldorf       | Spvg Steinhagen           |
| 1992 | Borussia Düsseldorf       | Spvg Steinhagen           |
| 1991 | TTC Zugbrücke Grenzau     | Spvg Steinhagen           |
| 1990 | Borussia Düsseldorf       | Spvg Steinhagen           |
| 1989 | ATSV Saarbrücken          | Spvg Steinhagen           |
| 1988 | Borussia Düsseldorf       | DSC Kaiserberg            |
| 1987 | TTC Zugbrücke Grenzau     | FTG Frankfurt             |
| 1986 | Borussia Düsseldorf       | FTG Frankfurt             |
| 1985 | ATSV Saarbrücken          | ATSV Saarbrücken          |
| 1984 | ATSV Saarbrücken          | DSC Kaiserberg            |
| 1983 | ATSV Saarbrücken          | TSV Kronshagen            |
| 1982 | Borussia Düsseldorf       | DSC Kaiserberg            |
| 1981 | Borussia Düsseldorf       | DSC Kaiserberg            |
| 1980 | Borussia Düsseldorf       | TTVg Weiß-Rot-Weiß Kleve  |
| 1979 | Borussia Düsseldorf       | TSV Kronshagen            |
| 1978 | Borussia Düsseldorf       | DSC Kaiserberg            |
| 1977 | SSV Reutlingen 05         | DSC Kaiserberg            |
| 1976 | TTC Altena                | DSC Kaiserberg            |
| 1975 | Borussia Düsseldorf       | DSC Kaiserberg            |
| 1974 | Borussia Düsseldorf       | Kieler TTK Grün-Weiß      |
| 1973 | TTC Altena                | VfL Osnabrück             |
| 1972 | Mettmanner TV             | DSC Kaiserberg            |
| 1971 | Borussia Düsseldorf       | DSC Kaiserberg            |
| 1970 | Borussia Düsseldorf       | DSC Kaiserberg            |
| 1969 | Borussia Düsseldorf       | DTC Kaiserberg            |
| 1968 | VfL Osnabrück             | DTC Kaiserberg            |
| 1967 | TuSa 08 Düsseldorf        | DTC Kaiserberg            |
| 1966 | VfL Osnabrück             | DTC Kaiserberg            |
| 1965 | TuSa 08 Düsseldorf        | DTC Kaiserberg            |
| 1964 | TuSa 08 Düsseldorf        | Kieler TTK Grün-Weiß      |
| 1963 | TuSa 08 Düsseldorf        | DTC Kaiserberg            |
| 1962 | TuSa 08 Düsseldorf        | DTC Kaiserberg            |
| 1961 | Borussia Düsseldorf       | Kieler TTK Grün-Weiß      |
| 1960 | TTC Mörfelden             | Turn-Klub Hannover        |
| 1959 | TTV Metelen               | Eintracht Fráncfort       |
| 1958 | TSV Milbertshofen         | Eintracht Fráncfort       |
| 1957 | TTC Mörfelden             | Eintracht Fráncfort       |
| 1956 | TTC Mörfelden             | Eintracht Fráncfort       |
| 1955 | TTC Mörfelden             | TTC Rot-Weiß Hamburg      |
| 1954 | MTV München 1879          | TTC Rot-Weiß Hamburg      |
| 1953 | MTV München 1879          | Eintracht Fráncfort       |
| 1952 | TSV Milbertshofen         | Eintracht Fráncfort       |
| 1951 | MTV München 1879          | MTV München 1879          |
| 1950 | MTV München 1879          | TSV Union Wuppertal       |
| 1949 | MTV München 1879          | TSV Union Wuppertal       |
| 1948 | MTV München 1879          | Eintracht Fráncfort       |
| 1947 | MTV München 1879          | -                         |
| 1939 | Post SV Wien              | Post SV Wien              |
| 1938 | Hamburger SV              | BSG Osram Berlin          |
| 1937 | Hamburger SV              | BSG Osram Berlin          |
| 1936 | BSG Osram Berlin          | BSG Osram Berlin          |
| 1935 | TTC Friedenau-Berlin      | Reemtsma-SG Dresden       |
| 1934 | TTC Gelb-Weiß Berlin      | TTC Kurpfalz Ludwigshafen |
| 1933 | Kieler TTK Grün-Weiß      | -                         |

## Temporada actual
En la temporada 2019/2020, los siguientes diez clubes juegan en la Bundesliga masculina de tenis de mesa:
- TSV Bad Königshofen
- TTC Schwalbe Bergneustadt
- Werder Bremen
- Borussia Düsseldorf
- TTC RhönSprudel Fulda-Maberzell
- TTC Zugbrücke Grenzau
- ASV Grünwettersbach
- TTC indeland Jülich
- Post SV Mühlhausen 1951
- TTC Neu-Ulm
- TTF Liebherr Ochsenhausen (actual campeón)
- 1. FC Saarbrücken

En la TTBL el campeón está determinado en el sistema de eliminación directa entre los cuatro mejores equipos de la temporada regular.

## Historia
Fue en mayo de 1962 cuando se planteó por primera vez el tema de una "Bundesliga" en un formato nacional y estable, cuando el comité deportivo DTTB y el centro deportivo se encontraron en Fráncfort del Meno. Por razones de costos, la Bundesliga fue inicialmente rechazada. En los años siguientes se discutió los pros y los contras del formato. Los temas controvertidos fueron, en particular, los costos adicionales esperados (viajes adicionales), la respuesta de la audiencia y la pregunta de si un equipo debería consistir en cuatro o seis jugadores.

### Fundación y modo de juego
Hasta 1966, cuatro ligas (grupos sur, suroeste, norte, oeste) eran la liga alemana más alta. En julio de 1965 se resolvió en la Junta General Anual de Borkum Federal la creación de la Bundesliga en agosto de 1965 puso el Comité de Deportes RTDT en Hannover encontrado por el cual el sistema de los lugares de la Bundesliga deben adjudicarse en la primera temporada.
La 1.ª Bundesliga para hombres se presentó en la temporada 1966/67 y consistió en ocho equipos, cada uno con seis jugadores. Calificados fueron los maestros de las cuatro ligas. Los cuatro lugares restantes se jugaron en un torneo de descenso, en el que los equipos de la liga participaron en los puestos dos a cuatro. (Presentación detallada en la temporada de tenis de mesa 1965/66 ). Así, la Bundesliga comenzó el 10 y 11 de septiembre de 1966 con los siguientes equipos:
VfL Osnabrück - Maestro de la Oberliga Nord
SV Moltkeplatz Essen - Campeón de la Oberliga West
SSV Reutlingen 05 - Campeón de la Oberliga Süd
1. FC Saarbrücken - Maestro de la Oberliga Südwest
DJK TuSA 08 Dusseldorf - Segundo en el Oberliga West
TSV Milbertshofen - Segundo en la Oberliga Süd
Post SV Augsburg - Tercero de la Oberliga Süd
TTC Mörfelden - Segundo en la Oberliga Südwest
La Asociación Alemana de Tenis de Mesa DTTB hizo una asignación de viaje para estos equipos. Spielleiter fue el sueño de Jupp .
Los cuatro Oberligen eran entonces de segunda clase.
Cambió frecuentemente el modo de juego. En la próxima temporada 1967/68, la cantidad de equipos aumentó de dos a diez. Desde 1984/85, los relegados y los campeones se determinaron en una ronda de playoffs (ver el sistema de play-off TT 1984 ). A partir de 1986 a 1987 fue sólo el campeonato en un desempate octavos de final jugado (ver TT sistema de playoffs 1986 ). Como hubo problemas debido a la Copa del Mundo en 1989, la ronda eliminatoria se celebró en 1988/89 después del sencillo sistema de nocaut (sin segundo partido). 
1989-1990 jugó sólo los primeros cuatro equipos en un play-off ronda: 1 a 4 y 2 vs 3 luchado en una casa y fuera, los ganadores jugaron la final (sin revancha). 1990-1991 la fuerza del equipo en la primera BL tiene cuatro jugadores reducidos (por debajo de la primera BL continuó jugando seis equipos) con la idea de acortar la duración de un partido de equipo y por lo tanto más atractivo para las emisiones de televisión . Un año después, la final se jugó en el modo de mejor de tres; hubo un desempate y, si fuera necesario, una pelea por decisión. 
1994/95, la primera Bundesliga se incrementó a doce equipos, luego nuevamente reducida a diez equipos. En 1997/98 jugó los cinco mejores equipos en una ronda de play-off del campeón contra la relegación luchó contra los cinco equipos restantes en una ronda de play-down. 1998/99 fueron seis equipos en la ronda de play-off. Esta temporada solo se pudo disputar con nueve equipos, ya que tanto el 1.er FC Bayreuth como el SV Plüderhausen, el 2º BL South renunciaron al ascenso. En la temporada 2000/2001, el sistema de playoffs se suspendió, reintroducido un año después. Los dos primeros llegaron directamente a las semifinales. En los cuartos de final, el tercero (contra el sexto) y el cuarto (contra el quinto) tuvieron que calificar. Desde 2002/03 la ronda de desempate consta de solo cuatro equipos. 
Desde la temporada 2007/08 fue la 1.ª Bundesliga de Tenis de Mesa de la Liga Alemana de Tenis de Mesa (DTTL) masculina.
Para la temporada 2008/09 , los dos equipos de la Bundesliga fueron TTC Frickenhausen y Bundesleuge HofbrÃ¤u a TTC Müller Frickenhausen / Würzburg fusionó. Además, un nuevo sistema de juego, el sistema DTTB , presentado, se juega solo en una mesa, con tres jugadores por equipo.
Con la temporada 2011/12 , la liga pasó a llamarse TTBL y el equipo pelea después de que se celebrara el sistema de la Liga de Campeones.  Para la temporada 2018/19 reintroducir el duplicado con el sistema RTDT era (última 2010/11 en uso) decidió. 

### Autonomía
En noviembre de 2010, la DTTL se separó de la Asociación Alemana de Tenis de Mesa DTTB y se hizo a sí misma, basada en el modelo de otros deportes, como TTBL Sport GmbH de forma independiente.

### Internacionalización
Concentración en una liga llamada patrocinadores y grupos de compañías en el plan. Entre los pioneros estuvo el TTC Calw , que compitió en la temporada 1977/78 como "TTC Jägermeister Calw". Esto fue seguido por, por ejemplo SSV Reutlingen Heinzelmann , TTC Simex Jülich , TTF Liebherr Ochsenhausen u. a. Estos patrocinadores permitieron que el compromiso de los mejores jugadores internacionales, como Dragutin Surbek, Desmond Douglas, Andrzej Grubba, Mikael Appelgren, Vladimir Samsonov, Jan-Ove Waldner y muchos más.
El uso de muchos extranjeros fue controvertido en cualquier momento. Los críticos se quejaron de que muy pocos jugadores alemanes jóvenes tienen la oportunidad de jugar en la cima. Por lo tanto, la DTTB introdujo desde la temporada 1982/83, el esquema de que cada club puede usar solo un máximo de un extranjero. Esta regulación fue derogada más tarde. A partir de 1993/94, un máximo de dos extranjeros puede participar en un equipo de seis hombres, pero al menos un extranjero de la CE debe participar.